# アフター・ザ・レイン (ゴダイゴの曲)
『アフター・ザ・レイン』（英語表記:After The Rain）は、1980年10月10日に発売された日本のロックバンド・ゴダイゴの16枚目のシングルである。

## 概要
- A面曲は、松竹映画『遥かなる走路』の主題歌、B面曲は挿入歌で、同名映画のサウンドトラックからシングルカットしたもの。
- ジャケット・デザインは、1/4ほどの上部に「遥かなる走路」の文字、その下に「アフター・ザ・レイン」とあり、残り3/4ほどが下部全体に映画のイメージ画があり、その上部にゴダイゴロゴが記載されている。
- 「アフター・ザ・レイン」の英語版「AFTER THE RAIN」は、元々タケカワのアルバム『LYENA』に収録されていた。英語版の演奏をそのまま使用しているため、実際に演奏しているのはミッキー吉野（キーボード）を除いて以下の外部のミュージシャンによる。
  - 直居隆雄（ギター）
  - 富倉安生（ベース）
  - 大原茂人（ピアノ）
  - 田中清司（ドラムス）
- 「ニューヨーク・ニューヨーク」は、逆にタケカワが参加せず、メインボーカルをトミー・スナイダーが担当している。

## 収録曲
1. アフター・ザ・レイン（AFTER THE RAIN）-　3:45
  - 作詞：奈良橋陽子（英語詞）山川啓介（日本語詞）、作曲：タケカワユキヒデ、編曲：ミッキー吉野
2. ニューヨーク・ニューヨーク（NEW YORK, NEW YORK）-　2:37
  - 作詞:トミー・スナイダー／作曲・編曲:ミッキー吉野